# 帕德尔诺-弗兰恰科尔塔
帕德尔诺-弗兰恰科尔塔（義大利語：Paderno Franciacorta），是意大利布雷西亚省的一个市镇。总面积5.58平方公里，人口3750人，人口密度672.0人/平方公里（2009年）。国家统计（ISTAT）代码为017130。